# Nicolás Monardes
Nicolás Bautista Monardes (1493 Sevilla – 10. října 1588 Sevilla) byl španělský lékař a botanik.

## Život a kariéra
Po studiu na univerzitě v Alcalá de Henares obdržel roku 1533 titul lékaře. Působil v Seville a velkou část svého času věnoval obchodování s otroky.
Carl von Linné po něm pojmenoval rod Monarda z čeledi Lamiaceae.

## Dílo
- Diálogo llamado pharmacodilosis (1536)
- De Secanda Vena im pleuriti Zwischengrecos und Arabes Concordia (1539)
- De Rosa und partibus eius (1540)
- Historia medizinisches de Las Cosas, que, das Se de Nuestras Indias Occidentales

Měl podíl na rozšíření ananasu, ořechů, kukuřice a koky.